# Ogólnopolski Zimowy Raid Samochodowy 1959
5. Ogólnopolski Zimowy Raid Samochodowy – 5. edycja Ogólnopolskiego Zimowego Raidu Samochodowego. Był to rajd samochodowy rozgrywany od 21 do 22 lutego 1959 roku. Była to pierwsza runda Rajdowych Samochodowych Mistrzostw Polski w roku 1959. Rajd składał się z 4 odcinków specjalnych i jednej próby szybkości górskiej. Został rozegrany na śniegu i lodzie. Zawodnicy byli klasyfikowani w poszczególnych klasach nie było klasyfikacji generalnej..

## Wyniki końcowe rajdu[1]

### Klasa VIII
| Miejsce | Kierowca            | Samochód          | Punkty  |
| ------- | ------------------- | ----------------- | ------- |
| 1       | Ksawery Frank       | Simca Vedette     | 286,480 |
| 2       | Stanisław Plucha    | FSO Warszawa M 20 | 340,532 |
| 3       | Stanisław Kuczyński | Opel Kapitan      | 342,916 |

### Klasa VII
| Miejsce | Kierowca              | Samochód      | Punkty  |
| ------- | --------------------- | ------------- | ------- |
| 1       | Dezyderiusz Rutkowski | Citroen BL 11 | 303,222 |
| 2       | Michał Bieder         | Citroen BL 11 | 312,424 |
| 3       | Edward Kuszewski      | Citroen BL 11 | 323,766 |

### Klasa V
| Miejsce | Kierowca             | Samochód     | Punkty  |
| ------- | -------------------- | ------------ | ------- |
| 1       | Krzysztof Komornicki | Simca Aronde | 242,960 |
| 2       | Grzegorz Timoszek    | Simca Aronde | 294,674 |
| 3       | Bogusław Osowiecki   | Simca Aronde | 316,028 |

### Klasa IV
| Miejsce | Kierowca            | Samochód     | Punkty  |
| ------- | ------------------- | ------------ | ------- |
| 1       | Antoni Weiner       | IFA F9       | 329,530 |
| 2       | Henryk Kosecki      | Wartburg 311 | 351,628 |
| 3       | Stanisław Stolarski | Wartburg 311 | 408,816 |

### Klasa III
| Miejsce | Kierowca          | Samochód     | Punkty  |
| ------- | ----------------- | ------------ | ------- |
| 1       | Stanisław Wierzba | FSO Syrena   | 269,232 |
| 2       | Marian Repeta     | FSO Syrena   | 282,606 |
| 3       | Zygmunt Gebethner | Renault 4 CV | 348,944 |